# اومنی لیر
اومنی لیر (به انگلیسی: Omni Layer) یک پلتفرم نرم‌افزاری است که بر روی بلاکچین بیت‌کوین قرار دارد. این لایه امکان ایجاد و استفاده از توکن‌های سفارشی، قراردادهای هوشمند و سایر برنامه‌های غیرمتمرکز را فراهم می‌کند. اومنی لیر یک فناوری امیدوارکننده است که پتانسیل این را دارد تا انقلابی در نحوه تعامل ما با بلاکچین به پا کند. اومنی لیر می‌تواند به توسعه‌دهندگان کمک کند تا برنامه‌های غیرمتمرکز جدیدی ایجاد کنند که کارآمدتر، ایمن‌تر و انعطاف‌پذیرتر از برنامه‌های سنتی هستند.

## توکن‌های سفارشی
اومنی لیر به توسعه‌دهندگان اجازه می‌دهد تا توکن‌های سفارشی ایجاد کنند که به هیچ رمزارز شده خاصی متصل نیستند. این توکن‌ها می‌توانند برای اهداف مختلفی مانند نمایندگی مالکیت، پرداخت‌ها یا رأی‌گیری استفاده شوند.

## قراردادهای هوشمند
با استفاده از اومنی لیر می‌توان قراردادهای هوشمند ایجاد کرد که قراردادهایی خودکار هستند که در بلاکچین ذخیره می‌شوند. قراردادهای هوشمند می‌توانند برای انجام طیف گسترده‌ای از وظایف استفاده شوند، ازجمله مدیریت دارایی‌ها، اجرای توافق‌نامه‌ها و ایجاد بازارهای مالی جدید.

## برنامه‌های غیرمتمرکز
برنامه‌های غیرمتمرکز را می‌توان با اومنی لیر ایجاد کرد که برنامه‌هایی هستند که توسط هیچ مرجع مرکزی کنترل نمی‌شوند. برنامه‌های غیرمتمرکز می‌توانند برای طیف گسترده‌ای از اهداف استفاده شوند، ازجمله ارائه خدمات مالی، مدیریت هویت دیجیتال و ایجاد جوامع آنلاین جدید.

## کاربردهای اومنی لیر
اومنی لیر کاربردهای مختلفی دارد، ازجمله ایجاد رمزارز جدید، جمع‌آوری کمک مالی غیرمتمرکز و مبادله همتا به همتا.